# Peakesia hospita
Peakesia hospita är en insektsart som först beskrevs av Bolívar, I. 1898.  Peakesia hospita ingår i släktet Peakesia och familjen gräshoppor. Inga underarter finns listade i Catalogue of Life.